# Mayonaka ni Kawashita Yakusoku
«Mayonaka ni kawashita yakusoku ~bara no konrei~» (真夜中に交わした約束～薔薇の婚礼～?) —en español: «La promesa que intercambiamos en la oscuridad de la noche ~la boda de la rosa~»— Es el decimotercer sencillo de la banda japonesa Malice Mizer lanzado el 30 de octubre de 2001. Este es el sencillo a modo de Banda sonora de la película Bara no Konrei de la cual fueron protagonistas. Este es un doble lanzamiento, (CD + DVD) el DVD contiene un preview de la película, con la canción mayonaka ni kawashita yakusoku de fondo.

## Lista de canciones
| (CD)  |                                                                                  |        |        |          |  |
| N.º   | Título                                                                           | Letras | Música | Duración |  |
| 1.    | «真夜中に交わした約束 (mayonaka ni kawashita yakusoku)»                          | Mana   | Mana   | 6:03     |  |
| 2.    | «Mayonaka ni Kawashita Yakusoku (Instrumental)»                                  | Mana   | Mana   | 6:08     |  |
| 3.    | «聖なる刻 永遠の祈り (Instrumental) (Seinaru Toki Eien no Inori (Instrumental))» |        | Mana   | 8:14     |  |
| 4.    | «地下水脈の迷路 (Instrumental) (chikasui myaku no meiro (Instrumental))»         |        | Közi   | 5:32     |  |
| 25:57 |                                                                                  |        |        |          |  |

| (DVD) |                                                               |        |        |          |  |
| N.º   | Título                                                        | Letras | Música | Duración |  |
| 1.    | «真夜中に交わした約束 PV (mayonaka ni kawashita yakusoku PV)» | Mana   | Mana   | 6:00     |  |
| 6:00  |                                                               |        |        |          |  |